# Kurt Sigrist

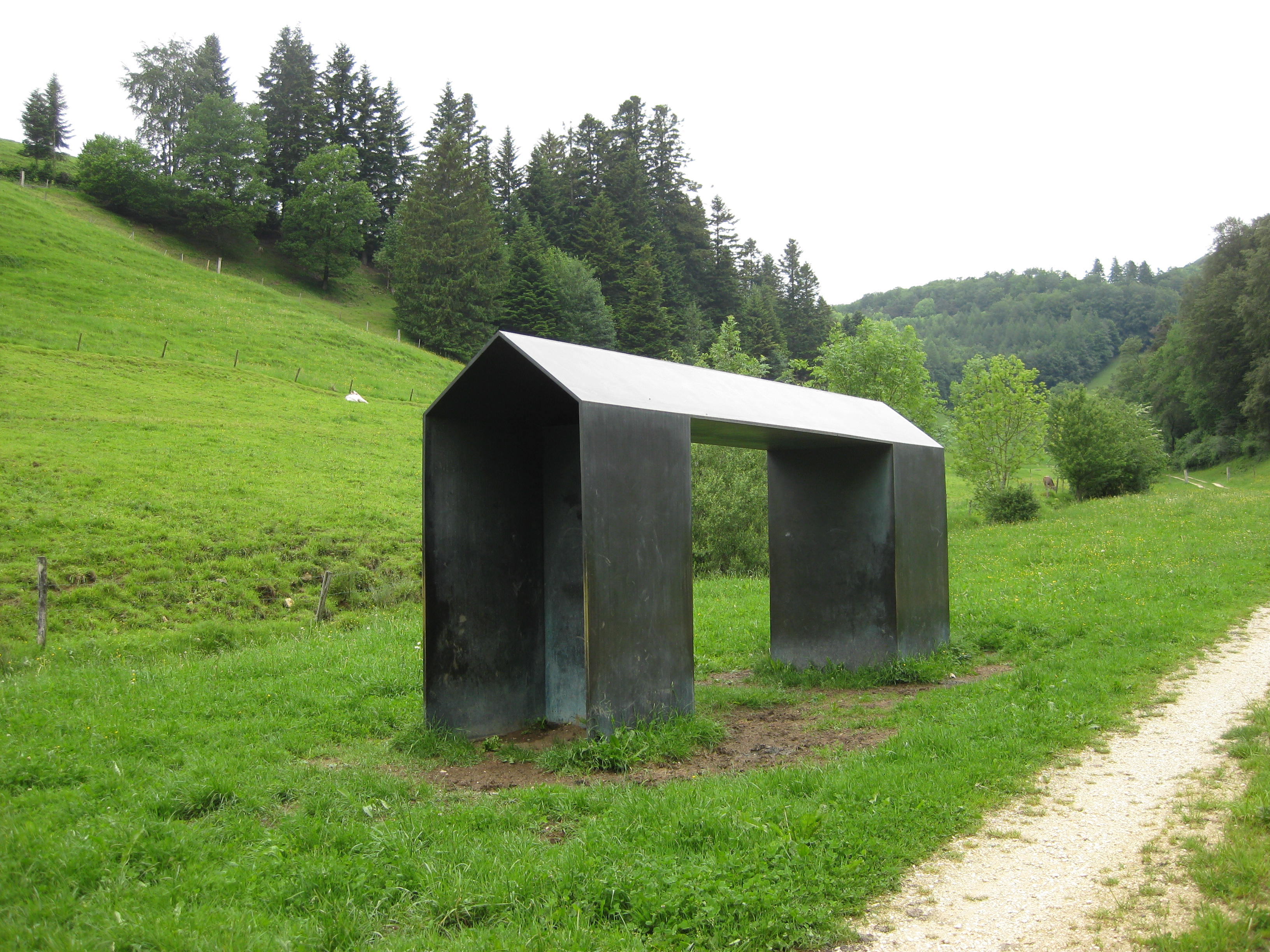
Skulptur Unterstand (1986) von Kurt Sigrist bei der Sculpture at Schoenthal

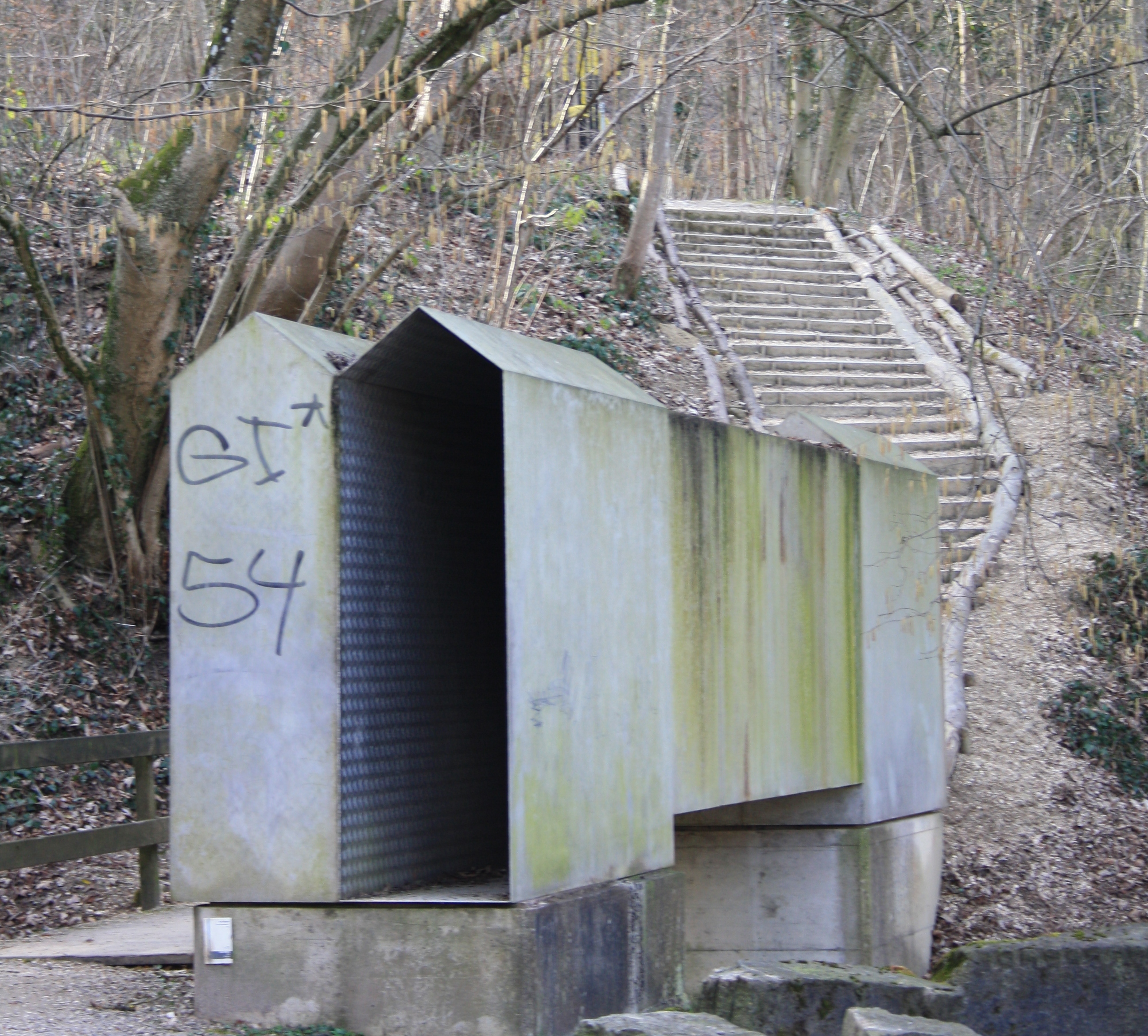
Skulptur Zwei Einsiedeleien (1991) aus Anticorodal-Riffelblech, auf dem Kulturweg Limmat

Kurt Sigrist (* 16. November 1943 in Sachseln) ist ein Schweizer Bildhauer, Objektkünstler und Zeichner aus dem Kanton Obwalden. 

## Leben
Kurt Sigrist ist der Sohn von Christian Sigrist (1906–1987), dessen Sammlung von geschnitzten Modelle unter dem Titel «Miniaturen zur Erinnerung an den ländlichen Alltag» im Museum Bruder Klaus in Sachseln ausgestellt sind.
Sigrist studierte von 1960 bis 1965 an der Kunstgewerbeschule Luzern und bis 1967 an der Hochschule für Bildende Künste in Hamburg. 1969 hatte er einen Aufenthalt auf der Alp Seefeld. 1977 war Sigrist gemeinsam mit Markus Raetz und Samuel Buri Schweizer Vertreter an der Biennale von São Paulo. 1980 erfolgten Ausstellungen mit Rauminstallationen im Kunstmuseum Luzern und im Kunsthaus Zürich. Er hatte 1981 die künstlerische Leitung der Ausstellung Niklaus von Flüe zu Ehren des Schweizer Nationalheiligen Niklaus von Flüe im Museum Bruder Klaus in Sachseln. 1993 erhielt er den Innerschweizer Kulturpreis. 1991 machte er eine Reise nach Indonesien und hatte einen Aufenthalt auf Bali. 1995 folgte eine Ausstellung im Helmhaus Zürich mit raumbezogenen, begehbaren Holzobjekten; gleichzeitig erschien die erste Monografie. 1996 unternahm er eine Reise durch die Länder am Südhang des Himalajas. Er verlor 2005 viele Werke und Arbeitsunterlagen, als Haus und Atelier überflutet wurden. 
Kurt Sigrist schuf in der Schweiz und in Deutschland oft in Zusammenarbeit mit Godi Hirschi ca. 30 Chorraumgestaltungen, unter anderem für die Kirchen und Sakralräume in der Hofkirche Luzern, in der Klosterkirche Fischingen, für die Stadtkirche St. Benno in München, für die Klosterkirche Engelberg, für das Karmeliterkloster in Wemding und für die Wallfahrtskirche Hergiswald. 2013 erschien die Monografie Kurt Sigrist. Raum – Skulptur mit Texten von Beat Stutzer und einem Nachwort von Friedhelm Mennekes.

## Ausstellungen (Auswahl)
- 1980: Kunstmuseum Luzern, Kunsthaus Zürich
- 1985: Bündner Kunstmuseum Chur
- 1995: Helmhaus, Zürich
- 2004: Sculpture at Schoenthal, in Langenbruck
- 2013: Kurt Sigrist.Retrospektive, umfassende Retrospektive in der Turbinenhalle Unteraa, Giswil[4][5][6]

## Auszeichnungen
- 1993: Innerschweizer Kulturpreis

## Filmporträt
Im Dokumentarfilm Für eine schöne Welt (2016) von Erich Langjahr wurde Kurt Sigrist porträtiert.